# Erzsébet Királynő Főiskola
Az Erzsébet Királynő Főiskola (Queen Elizabeth College) (QEC) eredete a King’s College London női részlegéig vezethető vissza, ami 1885-ben nyílt meg Angliában. 1953-ban II. Erzsébet brit királynő tiszteletére vette fel a ma ismert nevét.

## Története
Először a hölgyek számára is hozzáférhetően 1871-ben Richmondban indított oktatást a King’s. Kensingtonban 1878-tól folyt az oktatás. Az órákon a gardedámok is jelen lehettek.
1881-ben a Tanács úgy határozott, hogy 'a King’s College Londonon belül létrehoz egy olyan részleget, ahol a nők is ugyanazokat az órákat hallgathatják a felsőoktatási rendszer keretében, melyeket a már létező intézetekben oktatnak'. 1886-ra a Kensington Square 13 alatt működő King’s College London női részlegének 500 hallgatója volt. 1902-ben a részleg neve Ladies’ Departmentből Women’s Department lett. 1907-től olyan órákat is tartottak, melyek speciálisan a nőknek voltak fontosak. Ilyen volt például az egészséggazdaság és a ’nők és a föld’ című tantárgy. 1908-ban elkezdődött a háztartás és a társadalomtudományok szintetizált oktatása.
1915-ben Kensigntonban a Campden Hill Roadon megnyílt a King’s College Női Háztartási és Társadalomtudományi Tanszéke. Más karokat ugyanebben az időben átköltöztettek a strandi területre. 1928-ban a King’s College Háztartási és Társadalomtudományi Tanszéke teljesen független lett, 1953-ban pedig királyi adománylevelet kapott, nevét pedig Erzsébet Királynő Főiskolára módosították. Férfiakat innentől kezdve engedtek be a főiskolára.  A főiskola leginkább a tápanyagok, a fiziológia, a köztisztaság valamint a bakteriológia területén végzett oktató és kutató munkája miatt emelkedett ki. 1956-tól a Londoni Egyetem egyik iskolájaként tekintettek rá.
Az eredeti Campden Hill Road-i épületben a tantermek, a laboratóriumok, a könyvtár és az egyetlen kollégium, a Mária Királynő Kollégium is elfért. Az 1960-as évek végére a hallgatók számának bővülése és egy új laboratórium iránti igény szükségessé tette egy új – Atkinsről elnevezett – épület megépítését, ami a Campden Hillen, a főiskola főépülete mögött kapott helyet.
Az itt végzett hallgatók közé tartozik a leszbikus Radclyffe Hall író.

## Egyesülés a King’sszel
Az Erzsébet Királynő Főiskola 1985-ben egyesült a King's College Londonnel. A "Kensington kampusz" a biogyógyászati tudományokkal fonódott össze. Bár az épületet bezárták és 2000-ben eladták, az itteni részlegeket áthelyezték az egyetem Stamford Street-i  Franklin-Wilkins épületébe a Waterloo állomás közelében. A kampusz egyes részeiből magas minőségű luxusapartmant alakítottak ki.

## Külső hivatkozások
- QEC Alumni szervezet